# Ingmar Lemhagen
Nils Ingmar Lemhagen, född 20 oktober 1942 i Väddö församling i Stockholms län, är en svensk skolledare. Han är rektor och lärare vid Nordens Folkhögskola Biskops-Arnös författarskola samt frilansande litteraturkritiker. 
Lemhagen blev fil. kand. 1967. Han har särskilt haft stor betydelse för utvecklingen av de nordiska författarutbildningarna och utsågs 2005 till filosofie hedersdoktor vid Konstnärliga fakulteten vid Göteborgs universitet.
Ingmar Lemhagen är bosatt i Uppsala. Han är far till filmregissören Ella Lemhagen och kostymören Moa Li Lemhagen Schalin.

## Utmärkelser och priser
- Riddare av 1:a klass av Norska förtjänstorden (11 augusti 2005)[4]
- Samfundet De Nios Särskilda pris (2008)
- Nordiska ministerrådets kulturjournalistpris (2001)
- Dansk-svensk Vetenskaps- og Kulturfonds pris för sina insatser (2000)